# Carlo Filiberto d'Este (marchese di Dronero)
Carlo Filiberto d'Este (1649 – 1703), figlio di Filippo II Francesco d'Este e di Margherita di Savoia, fu il 2º Marchese di Dronero, San Giuliano e Roccabruna, Governatore della Savoia e di Torino e Capostipite della linea Este-Dronero (1653-1734).

## Biografia
Carlo Filiberto ereditò dal padre Filippo II Francesco d'Este, il Marchesato di Dronero, divenendo il capostipite della breve linea degli Este-Dronero, che si estinguerà nel 1734 alla morte del figlio Gabriele d'Este senza eredi maschi. L'eredità degli Este di Dronero fu al centro di un lungo contenzioso tra i Doria del Maro e i Birago di Vische, risolto in favore di questi ultimi con l'investitura del Marchesato di Dronero del 13 giugno 1737.
Carlo Filiberto era capitano di corazze di Madama Reale Maria Giovanna Battista di Savoia-Nemours.
Sposò Thérese dei conti di Mesmes e dei marchesi di Marolles.
Nel 1697 Carlo Filiberto, insieme al figlio Gabriele, fu inviato come Governatore in Savoia: "un paese dove sempre piove; et subito caduta la pioggia il freddo si fa sentire con violenza" e "non ci è società civile, non ci è passeggio".

## Discendenza
Dal matrimonio con Thérese de Mesmes de Marolles  nacquero:
- Cristina Margherita (1668 - 1721), sposò Giambattista Nicomede Doria, Marchese di Cirié e del Maro;
- Gabriele Francesco (1673 - 1734), 3º Marchese di Dronero. Sposò segretamente Clara Colomba Cobianchi;
- Antonio Giuseppe (1676 - ?), principe di Modena e Reggio;
- Maria Delfina (1677 - ?), Monaca Congregazione delle Angeliche in San Paolo;
- Filippo Pasquale (1681 - ?), principe di Modena e Reggio;
- Cristina Francesca (1683 - 1703), sposò Carlo Maria San Martino di Aglié 5º Marchese di San Germano.

## Ascendenza
|                                                             |                                        |                              | Genitori                                      |  |  | Nonni |  |  | Bisnonni                                       |  |  | Trisnonni                                            |  |
|                                                             |                                        |                              |                                               |  |  |       |  |  | 8. Filippo I d'Este, I marchese di San Martino |  |  | 16. Sigismondo II d'Este, III signore di San Martino |  |
|                                                             |                                        |                              |                                               |  |  |       |  |  | 8. Filippo I d'Este, I marchese di San Martino |  |  | 16. Sigismondo II d'Este, III signore di San Martino |  |
|                                                             |                                        | 17. Giustina Trivulzio       |                                               |  |  |       |  |  | 8. Filippo I d'Este, I marchese di San Martino |  |  |                                                      |  |
| 4. Sigismondo d'Este, marchese di Lanzo                     |                                        |                              |                                               |  |  |       |  |  | 8. Filippo I d'Este, I marchese di San Martino |  |  |                                                      |  |
|                                                             |                                        | 9. Maria di Savoia           | 18. Emanuele Filiberto, duca di Savoia (= 12) |  |  |       |  |  |                                                |  |  |                                                      |  |
|                                                             |                                        | 9. Maria di Savoia           | 18. Emanuele Filiberto, duca di Savoia (= 12) |  |  |       |  |  |                                                |  |  |                                                      |  |
|                                                             |                                        | 9. Maria di Savoia           | 19. Laura Crevola                             |  |  |       |  |  |                                                |  |  |                                                      |  |
| 2. Filippo II Francesco d'Este, III marchese di San Martino |                                        | 9. Maria di Savoia           |                                               |  |  |       |  |  |                                                |  |  |                                                      |  |
|                                                             |                                        | …                            | …                                             |  |  |       |  |  |                                                |  |  |                                                      |  |
|                                                             |                                        | …                            | …                                             |  |  |       |  |  |                                                |  |  |                                                      |  |
|                                                             |                                        | …                            | …                                             |  |  |       |  |  |                                                |  |  |                                                      |  |
| 5. Françoise Charledes d'Antel d'Hôtel                      |                                        | …                            |                                               |  |  |       |  |  |                                                |  |  |                                                      |  |
|                                                             |                                        | …                            | …                                             |  |  |       |  |  |                                                |  |  |                                                      |  |
|                                                             |                                        | …                            | …                                             |  |  |       |  |  |                                                |  |  |                                                      |  |
|                                                             |                                        | …                            | …                                             |  |  |       |  |  |                                                |  |  |                                                      |  |
| 1. Carlo Filiberto d'Este, II marchese di Dronero           |                                        | …                            |                                               |  |  |       |  |  |                                                |  |  |                                                      |  |
|                                                             | 12. Emanuele Filiberto, duca di Savoia | 24. Carlo II, duca di Savoia |                                               |  |  |       |  |  |                                                |  |  |                                                      |  |
|                                                             | 12. Emanuele Filiberto, duca di Savoia | 24. Carlo II, duca di Savoia |                                               |  |  |       |  |  |                                                |  |  |                                                      |  |
|                                                             | 12. Emanuele Filiberto, duca di Savoia | 25. Beatriz de Portugal      |                                               |  |  |       |  |  |                                                |  |  |                                                      |  |
| 6. Carlo Emanuele I, duca di Savoia                         | 12. Emanuele Filiberto, duca di Savoia |                              |                                               |  |  |       |  |  |                                                |  |  |                                                      |  |
|                                                             |                                        | 13. Marguerite de France     | 26. François I, re di Francia                 |  |  |       |  |  |                                                |  |  |                                                      |  |
|                                                             |                                        | 13. Marguerite de France     | 26. François I, re di Francia                 |  |  |       |  |  |                                                |  |  |                                                      |  |
|                                                             |                                        | 13. Marguerite de France     | 27. Claude de France                          |  |  |       |  |  |                                                |  |  |                                                      |  |
| 3. Margherita di Savoia                                     |                                        | 13. Marguerite de France     |                                               |  |  |       |  |  |                                                |  |  |                                                      |  |
|                                                             |                                        | …                            | …                                             |  |  |       |  |  |                                                |  |  |                                                      |  |
|                                                             |                                        | …                            | …                                             |  |  |       |  |  |                                                |  |  |                                                      |  |
|                                                             |                                        | …                            | …                                             |  |  |       |  |  |                                                |  |  |                                                      |  |
| 7. Margherita de Roussilon, marchesa di Riva                |                                        | …                            |                                               |  |  |       |  |  |                                                |  |  |                                                      |  |
|                                                             |                                        | …                            | …                                             |  |  |       |  |  |                                                |  |  |                                                      |  |
|                                                             |                                        | …                            | …                                             |  |  |       |  |  |                                                |  |  |                                                      |  |
|                                                             |                                        | …                            | …                                             |  |  |       |  |  |                                                |  |  |                                                      |  |
|                                                             |                                        | …                            |                                               |  |  |       |  |  |                                                |  |  |                                                      |  |